# Județul Hunedoara (interbelic)
Județul Hunedoara a fost o unitate administrativă de ordinul întâi din Regatul României, aflată în regiunea istorică Transilvania. Reședința județului era orașul Deva.

## Întindere

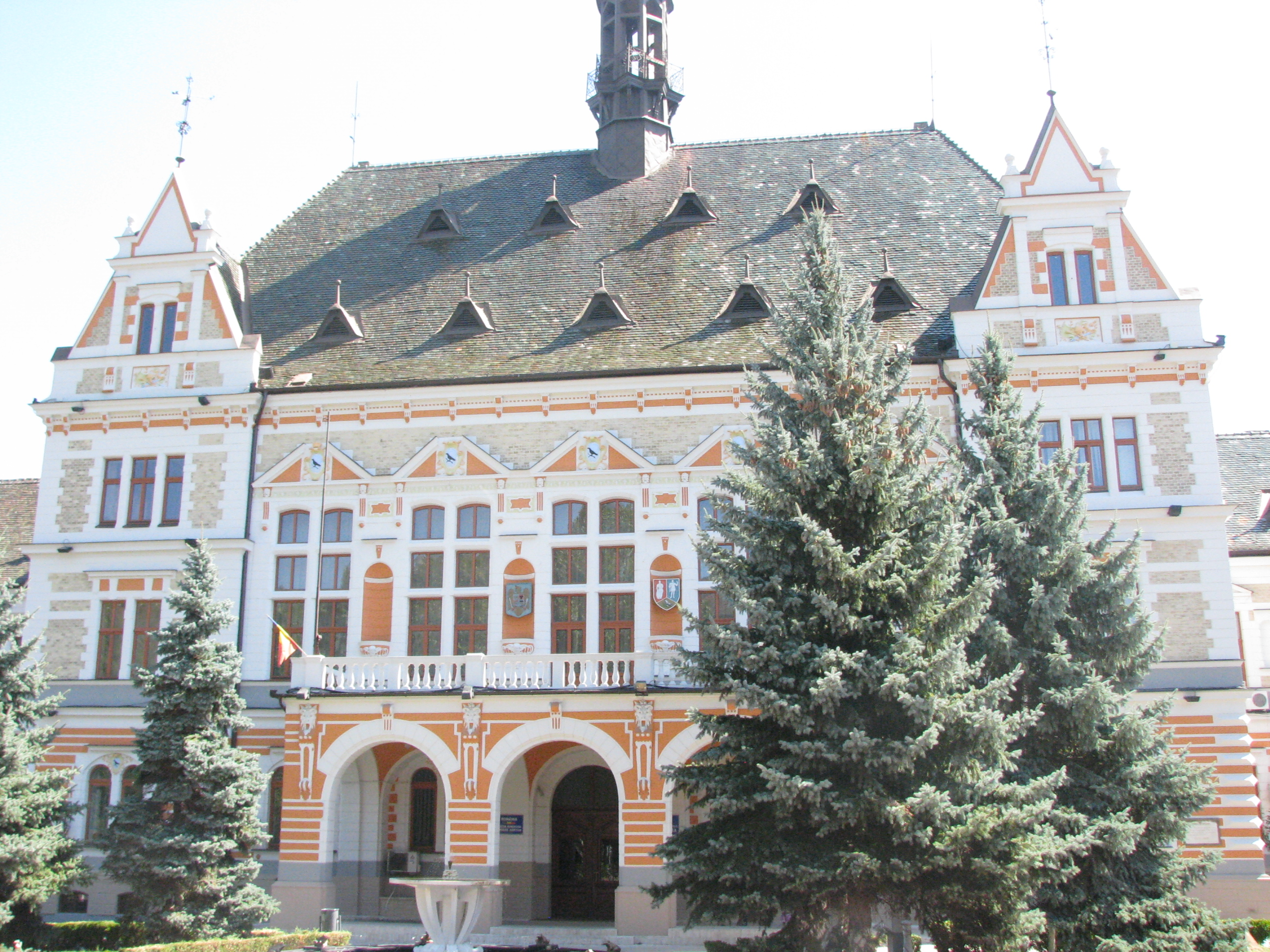
Clădirea Prefecturii județului Hunedoara din perioada interbelică. Clădirea-monument istoric, construită în anul 1890 după planurile arhitectului Ignác Alpár și situată pe Bulevardul 1 Decembrie 1918 nr. 28-30, are în prezent aceeași destinație. Edificiul este cunoscut sub denumirea de Palatul Administrativ din Deva.

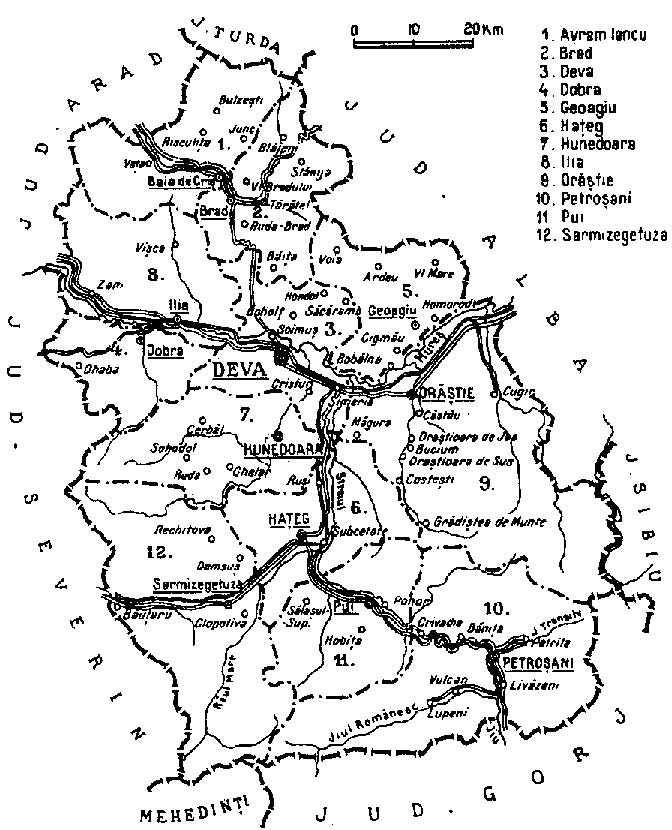
Harta județului, cu dispunerea și denumirea plășilor, în anul 1938.

Județul se afla în partea central-vestică a României Mari, în sud-vestul regiunii Transilvania. Cuprindea mare parte din actualul județ Hunedoara. Se învecina la vest cu județele Severin și Arad, la nord cu județul Turda, la est cu județele Sibiu și Alba, iar la sud cu județele Gorj și Mehedinți.

## Organizare
Teritoriul județului era împărțit inițial în zece plăși:
1. Plasa Avram Iancu,
2. Plasa Brad,
3. Plasa Deva,
4. Plasa Geoagiu,
5. Plasa Hațeg,
6. Plasa Hunedoara,
7. Plasa Ilia,
8. Plasa Orăștie,
9. Plasa Petroșani și
10. Plasa Pui.

Ulterior numărul plășilor județului a crescut la douăsprezece, prin înființarea a două plăși noi:
1. Plasa Dobra și
2. Plasa Sarmizegetusa.

## Populație
Conform datelor recensământului din 1930 populația județului era de 332.118 locuitori, dintre care 82,0% români, 11,3% maghiari, 2,5% germani, 1,5% țigani, 1,4% evrei ș.a. Din punct de vedere confesional 64,2% erau ortodocși, 18,5% greco-catolici, 9,1% romano-catolici, 4,5% reformați iar restul de alte religii.

### Mediul urban
În 1930 populația urbană a județului era de 41.234 locuitori, dintre care 52,8% români, 30,4% maghiari, 6,7% germani, 6,6% evrei, 1,6% țigani ș.a. Din punct de vedere confesional orășenimea era alcătuită din 42,0% ortodocși, 25,7% romano-catolici, 10,5% greco-catolici, 9,9% reformați, 6,9% mozaici, 3,5% lutherani, 1,0% unitarieni ș.a.

## Materiale documentare

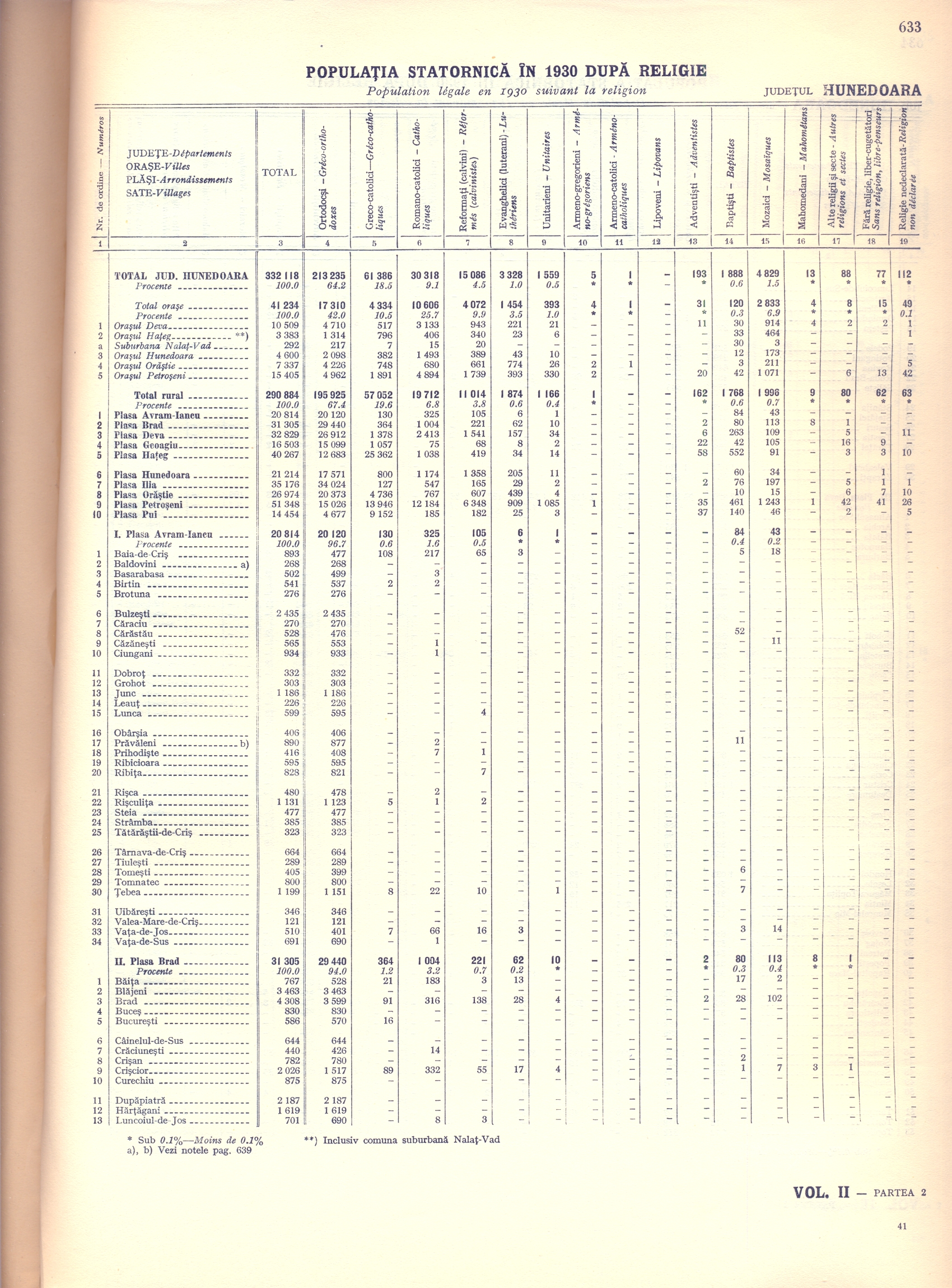
Populația județului în anul 1930, după religie
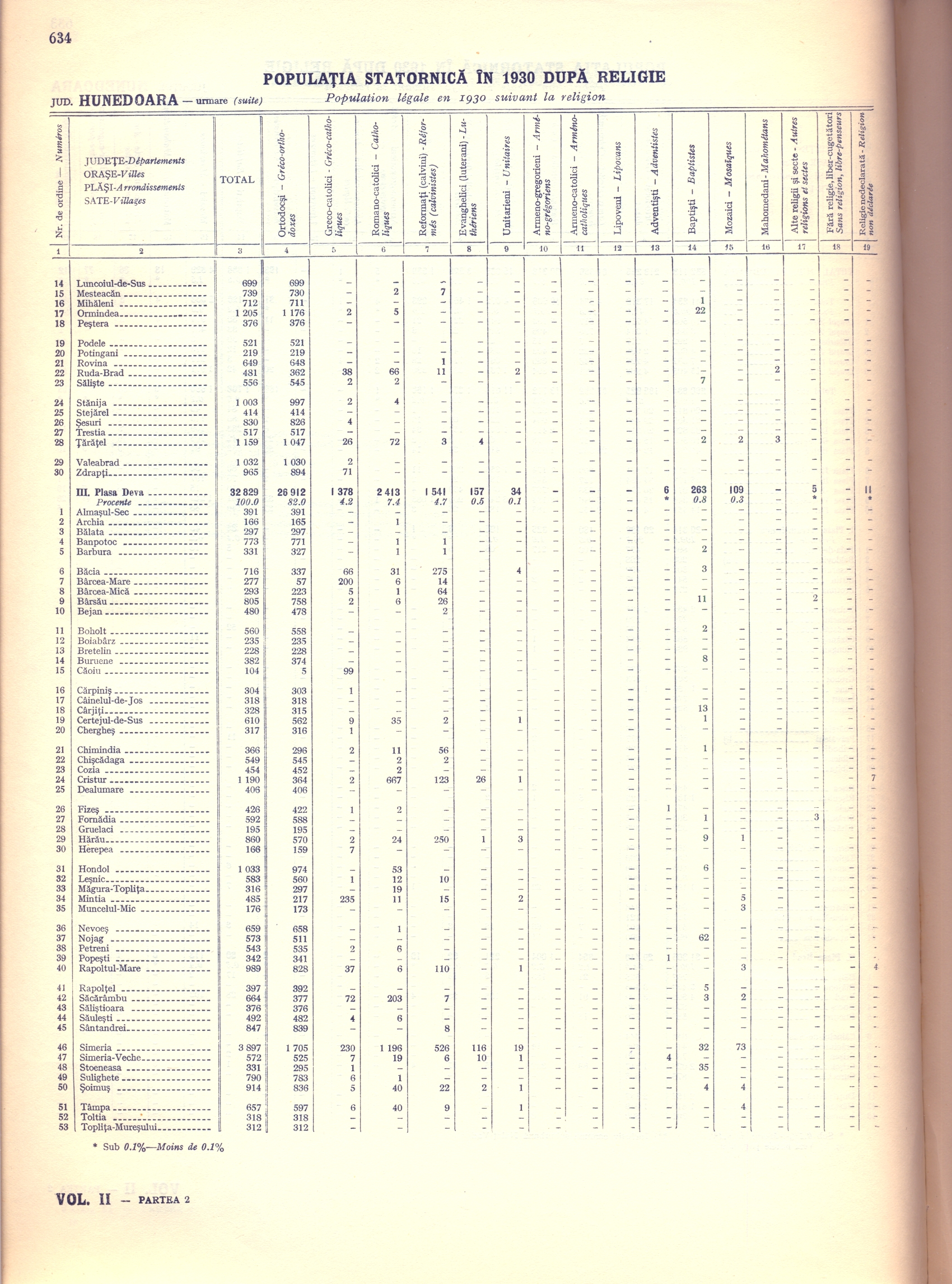
Populația județului în anul 1930, după religie
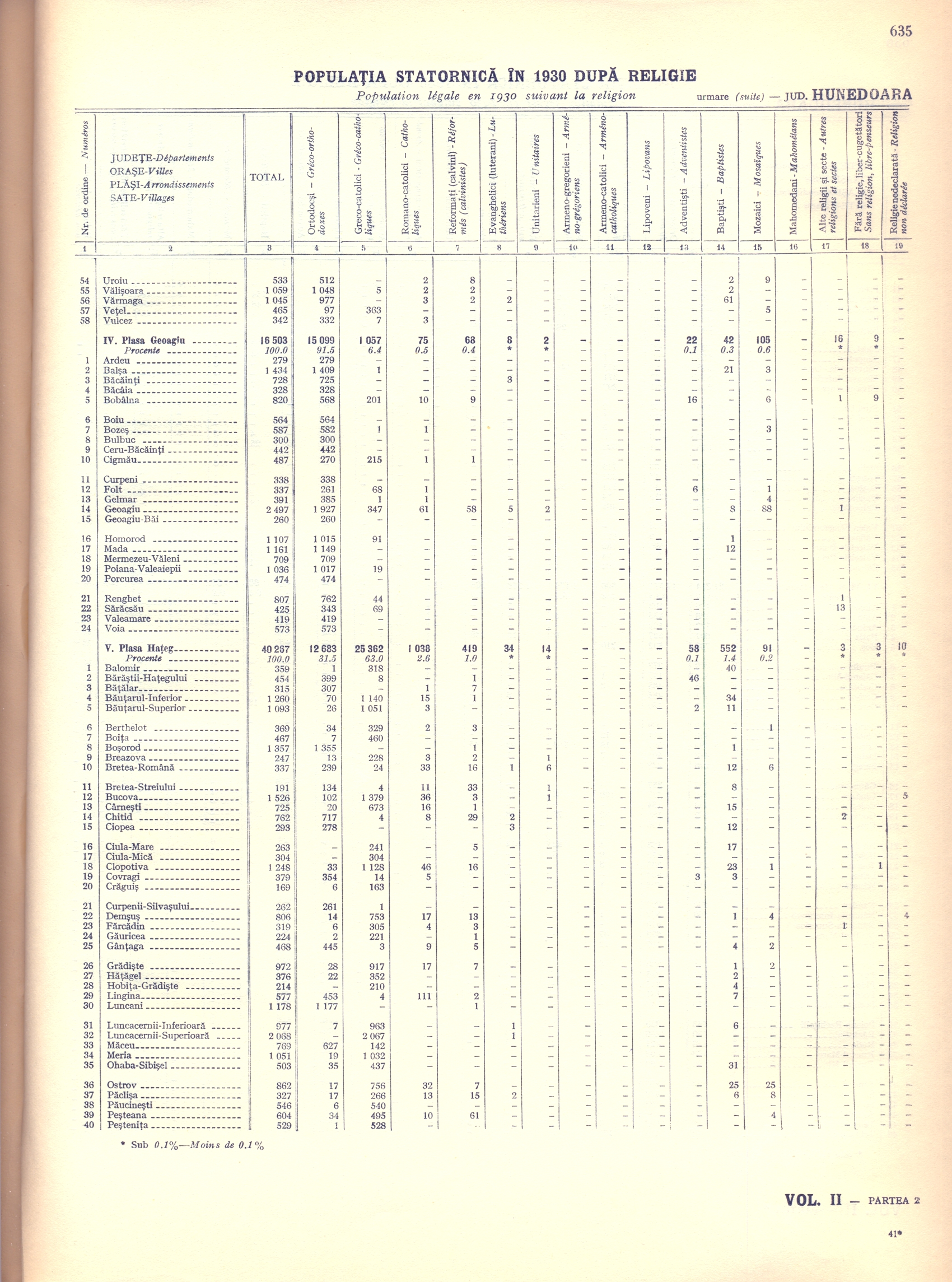
Populația județului în anul 1930, după religie
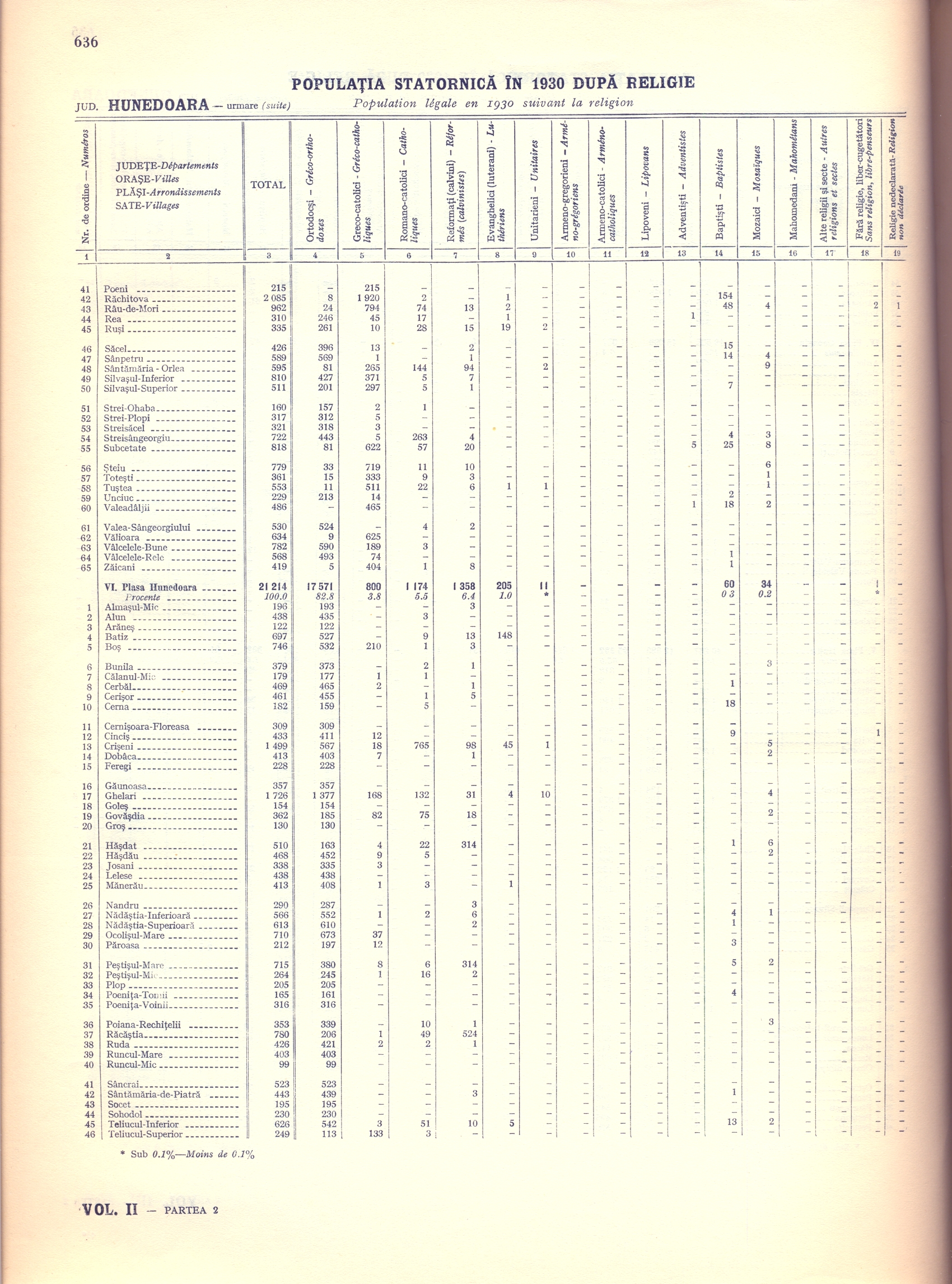
Populația județului în anul 1930, după religie
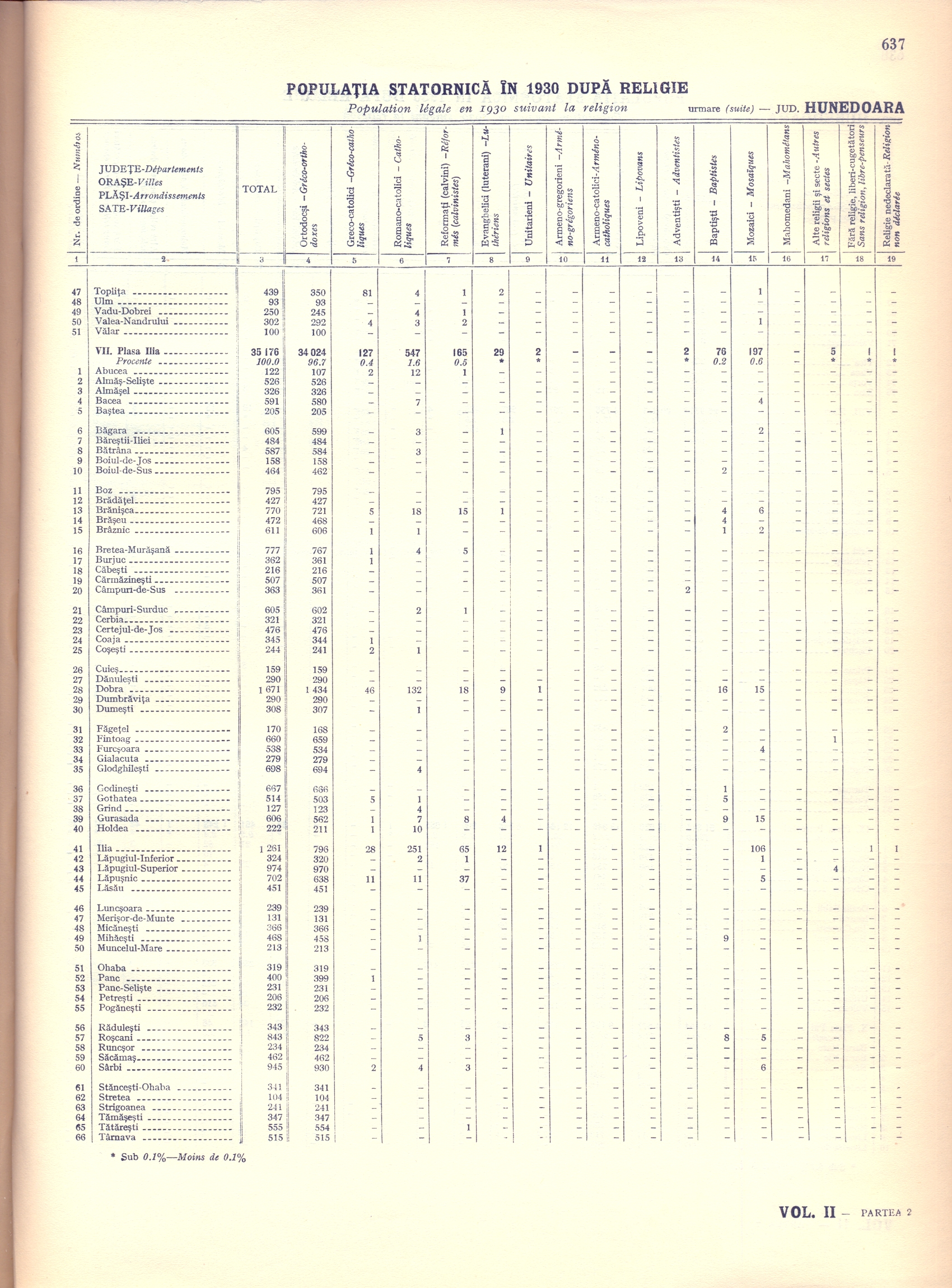
Populația județului în anul 1930, după religie
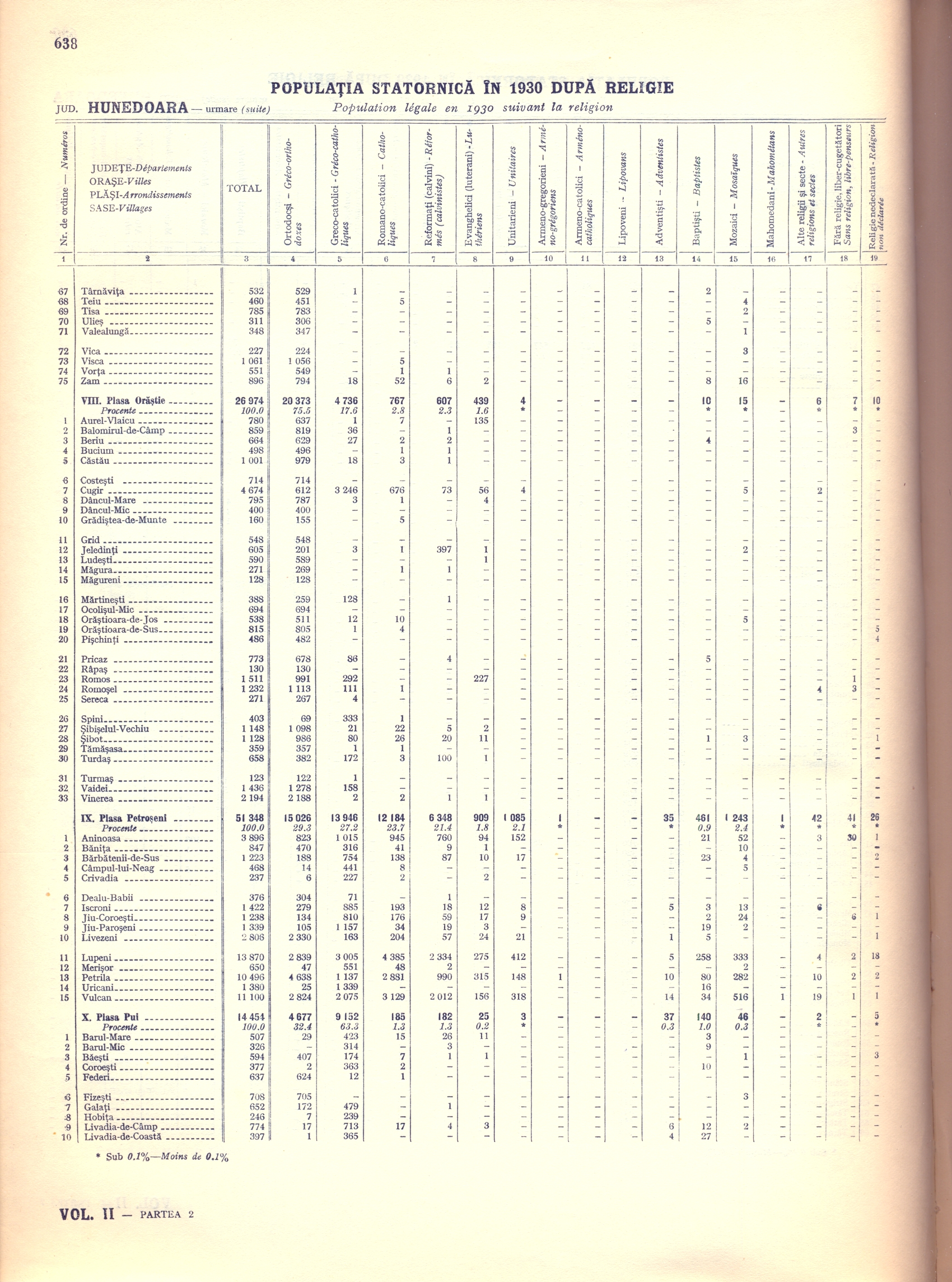
Populația județului în anul 1930, după religie
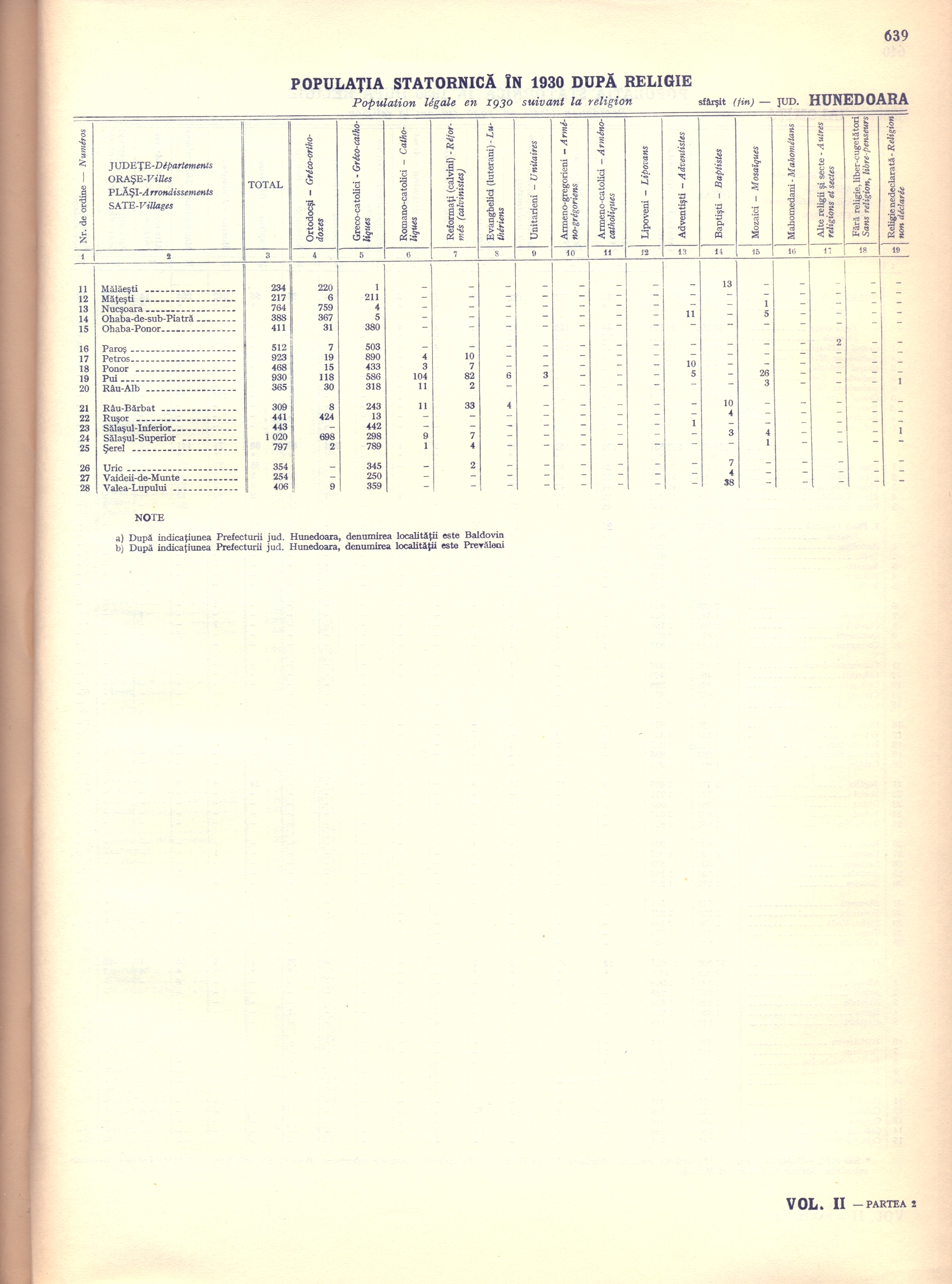
Populația județului în anul 1930, după religie